# Толстой, Александр Николаевич (1835)
Алекса́ндр Никола́евич Толсто́й (1839—1878) — полковник русской императорской армии, участник Кавказской и русско-турецкой войны 1877—1878 годов. Брат Иллариона и Михаила Толстых.

## Биография
Родился в 1839 году. Происходил из дворян Московской губернии. Сын генерала от инфантерии Николая Матвеевича Толстого, внук Алексея Захаровича Хитрово.
Поступил в Пажеский корпус 20 февраля 1849 года; 6 июня из камер-пажей произведён в прапорщики Лейб-гвардейского Преображенского полка.
29 января 1862 года переведён в Грузинский гренадерский полк, поручиком, и в том же году участвовал в делах против горцев, находясь с 14 марта по 3 июня в Адагумском отряде, в 1863 году находился в Кубанской области, со стороны Черномории, в земле Шапсугов, на северной и южной покатостях западной части Кавказского хребта. За отличие награждён орденом Св. Станислава 3-й степени с мечами и бантом.
В 1864 году Толстой был назначен адъютантом к Его Императорскому Высочеству Главнокомандующему Кавказской армией. В этом году он находился в Анчипхунском отряде и участвовал в делах в земле Долигетов, у устья реки Мзымты и при укреплении Святого Духа, за отличие награждён орденом Св. Владимира 4-й степени с мечами и бантом и Золотым оружием с надписью «За храбрость»; 8 ноября 1866 года был переведён поручиком, в лейб-гвардии Преображенский полк, с оставлением в должности адъютанта.
С 27 марта 1868 года был командиром Кавказского Гренадерского стрелкового батальона, с производством в майоры. В том же году, за отличие в делах против абхазцев был награждён орденом Св. Анны 3-й степени с мечами и бантом.
В 1870 году произведён в подполковники, а 11 сентября 1874 года — в полковники; в 1876 году назначен командиром 13-го Лейб-Гренадерского Эриванского Его Величества полка. Во время войны с Турцией, он оказал отличные военные подвиги при взятии 4 и 5 мая передовых укреплении и крепости Ардагана, в ночном деле с 17 на 18 того же месяца под Бегли-Ахметом и 3 и 21 июня под Карсом. За эти дела 31 июля он был награждён орденом Св. Георгия 4-й степени и 10 мая назначен флигель-адъютантом к Его Величеству.
Затем он участвовал в делах 28 октября под Эрзерумом, 7 декабря был награждён орденом Св. Владимира 3-й степени с мечами.
Скончался 14 (26) февраля 1878 года в госпитале Гассен-Кале, под Эрзурумом; 2 марта был погребён в Александрополе, на «холме чести»; 19 марта был исключен из списков. Женат не был, детей не имел.